# 裴冕
裴 冕（はい べん、生年不詳 - 770年）は、唐代の官僚・政治家。字は章甫。本貫は河中府河東県。

## 経歴
万年県尉の裴紀の子として生まれた。天宝初年、門蔭により任用され、渭南県尉となった。天宝4載（745年）、御史中丞の王鉷が京畿採訪使となると、裴冕はその下で判官をつとめた。監察御史に転じ、殿中侍御史に進んだ。裴冕は学問や技術はなかったが、職務に通暁して、仕事を果たしたので、王鉷に委任させた。天宝11載（752年）、王鉷が罪を得て処刑されると、王鉷の部下は数百人もいたが、ときの宰相の李林甫を恐れて、あえて王鉷の門を訪ねる者もなかった。裴冕はひとり王鉷の遺体を収容して、自らその喪を守り、近郊に埋葬した。裴冕はこのため名を知られるようになった。河西節度使の哥舒翰に召し出されて河西行軍司馬となり、員外郎中に累進した。
天宝15載（756年）、玄宗が蜀に避難して益昌郡にいたると、皇太子李亨は天下兵馬元帥とされ、裴冕は御史中丞となり太子左庶子を兼ねて、皇太子を補佐することになった。裴冕は河西から駆けつけ、平涼郡で皇太子に出会うと、具体的に情勢を述べて、すみやかに朔方に拠り、霊武に入るよう勧めた。裴冕は杜鴻漸や崔漪らとともに皇太子に帝位につくよう勧進した。勧進は5回におよび、ようやく皇太子に聞き入れられた。至徳元載（同年）、粛宗（李亨）が即位すると、裴冕は定策の功により、中書侍郎・同中書門下平章事（宰相）となった。裴冕は売官売爵をおこない、僧尼や道士の得度により財貨を献納させて、軍の資金を確保した。
至徳2載（757年）、粛宗が鳳翔府に移ると、裴冕は知政事（宰相）を退任し、尚書右僕射に転じた。唐が長安と洛陽を奪回すると、裴冕は功により冀国公に封じられた。乾元2年（759年）、御史大夫・成都尹を加えられ、剣南西川節度使をつとめた。さらに入朝して尚書右僕射となった。宝応元年（762年）、粛宗が死去し、代宗が即位して粛宗を建陵に葬ろうとすると、裴冕は御史大夫を兼ねたまま、山陵使をつとめた。このころ宦官の李輔国が朝廷で権力を握っていたため、裴冕はかれにつこうと、李輔国と昵懇な術士の劉烜を山陵使判官とするよう上表した。劉烜が罪を得て死を賜ると、裴冕は連座して施州刺史に左遷された。数カ月後、澧州刺史に転じた。広徳2年（764年）、長安に召還されて尚書左僕射となり、御史大夫を兼ねた。永泰元年（765年）、裴遵慶らとともに集賢院待詔をつとめた。大暦4年（769年）11月、裴冕は同中書門下平章事となり、東都留守・河南淮南淮西山南東道副元帥をつとめた。同年12月戊戌（770年1月5日）、死去した。太尉の位を追贈された。

## 伝記資料
- 『旧唐書』巻113 列伝第63
- 『新唐書』巻140 列伝第65